# Branchio-oto-renales Syndrom
Ein Branchio-oto-renales Syndrom (BOR-Syndrom) ist ein seltenes, angeborenes, sehr variables Fehlbildungssyndrom mit den  namensgebenden Hauptmerkmalen Anomalien der Branchialbögen (Kiemenbögen),  Ohren und der Nieren (renal).
Synonym wird auch die Bezeichnung  Melnick-Fraser Syndrom verwendet unter Bezug auf die Erstautoren von Beschreibungen aus dem Jahre 1975 durch den US-amerikanischen Zahnarzt und Humangenetiker Michael Melnick und Mitarbeiter und im Jahre 1978 durch den kanadischen Humangenetiker Frank Clarke Fraser.

## Verbreitung
Die Häufigkeit wird mit  1 zu 40.000 angegeben, die Vererbung erfolgt autosomal-dominant.

## Ursache
Je nach zugrundeliegenden Mutationen können zwei Formen unterschieden werden:
- BOR1 (Synonyme: Branchiootorenale Dysplasie; Melnick-Fraser Syndrom; englisch BRANCHIOOTORENAL SYNDROME 1), Autosomal-dominanter Erbgang,  Mutationen im EYA1-Gen auf Chromosom 8 am Genort q13.3.[6] Dieses Gen ist auch beim Fourman-Fourman-Syndrom beteiligt.
- BOR2 (englisch BRANCHIOOTORENAL SYNDROME 2), Mutationen im SIX1-Gen auf Chromosom 14 an q23.1 und SIX5-Gen auf Chromosom 19 an q13.32.[7]

Diese Gene sind bei der Bildung von Transkriptionsfaktor-Komplexen beteiligt.

## Klinische Erscheinungen
Klinische Kriterien sind:
- Anomalien am äußeren Ohr wie dysplastische Ohrmuschel, Präaurikularanhang, Fistel vor dem Ohr
- Schwerhörigkeit
- Halsfisteln oder -zysten ventral des Musculus sternocleidomastoideus
- Nierenfehlbildungen, auch Nierenagenesie, Multizystische Nierendysplasie und Nierenzysten

evtl. Tränengangsstenose
Die Nierenbeteiligung kann zu einer Niereninsuffizienz führen.

## Diagnose
Falls die Mutation bekannt ist, kann eine Humangenetische Beratung erfolgen, allerdings ist die Expressivität der Erkrankung sehr unterschiedlich.

## Therapie
Die Behandlung erfolgt durch Exzision der Fisteln bzw. Zysten, Versorgung mit Hörgerät und regelmäßiger Kontrolle der Nierenfunktion.